# Rowlandius cupeyalensis
Rowlandius cupeyalensis är en spindeldjursart som beskrevs av Armas 2002. Rowlandius cupeyalensis ingår i släktet Rowlandius och familjen Hubbardiidae. Inga underarter finns listade i Catalogue of Life.